# Precious Molepo
Precious Molepo (* 15. Februar 2005) ist eine südafrikanische Sprinterin, die sich auf die 400-Meter-Distanz spezialisiert hat. Mit der südafrikanischen 4-mal-400-Meter-Staffel wurde sie 2022 Afrikameisterin.

## Sportliche Laufbahn
Erste internationale Erfahrungen sammelte Precious Molepo im Jahr 2021, als sie bei den U20-Weltmeisterschaften in Nairobi in 53,98 s den fünften Platz im 400-Meter-Lauf belegte. Zudem gelangte sie mit der südafrikanischen 4-mal-400-Meter-Staffel in 3:43,16 min auf Rang sechs und wurde in der Mixed-Staffel in 3:23,98 min Fünfte. Im Jahr darauf belegte sie bei den Afrikameisterschaften in Port Louis in 53,78 s den siebten Platz über 400 Meter und siegte in 3:29,34 min gemeinsam mit Zenéy van der Walt, Taylon Bieldt und Miranda Coetzee in der 4-mal-400-Meter-Staffel. Anschließend belegte sie bei den U20-Weltmeisterschaften in Cali mit 53,49 s auf den achten Platz über 400 Meter und verpasste mit der Staffel mit 3:36,52 min den Finaleinzug. 2023 gewann sie bei den U20-Afrikameisterschaften in Ndola in 53,14 s die Silbermedaille über 400 Meter und sicherte sich auch im Staffelbewerb in 3:40,07 min die Silbermedaille. Im August verhalf sie der Staffel bei den World University Games in Chengdu zum Finaleinzug. Im Jahr darauf schied sie bei den U20-Weltmeisterschaften in Lima mit 54,55 s im Halbfinale über 400 Meter aus und verpasste mit der Staffel im Vorlauf disqualifiziert. Bei den World Athletics Relays 2025 in Guangzhou sicherte sie der Frauenstaffel einen Startplatz bei den Weltmeisterschaften in Tokio und im Juli schied sie bei den World University Games in Bochum mit 53,30 s im Halbfinale über 400 Meter aus. Zudem gewann sie dort mit der Mixed-Staffel in 3:16,42 min die Silbermedaille hinter dem polnischen Team und gelangte mit der Frauenstaffel mit 3:34,48 min auf Rang vier.
2022 wurde Molepo südafrikanische Meisterin im 400-Meter-Lauf sowie 2025 in der 4-mal-100-Meter-Staffel und in der Mixed-Staffel über 4-mal 100 Meter.

## Persönliche Bestzeiten
- 200 Meter: 23,62 s (+1,1 m/s), 20. April 2024 in Pietermaritzburg
- 400 Meter: 52,32 s, 2. Mai 2025 in Pretoria